# Kardos István (szociológus)
Kardos István (Szádalmás, 1934. augusztus 5. - Rozsnyó, 1999. április 5.) szociológus, szakíró.

## Élete
A pozsonyi Magyar Pedagógiai Gimnáziumban érettségizett. 1958-ban a pozsonyi Pedagógiai Főiskolán szerzett magyar–történelem szakos tanári oklevelet.
Előbb vidéki tanító, majd 1962–1970 között a nyitrai Pedagógiai Főiskola adjunktusa lett. 1968-ban az ún. Nyitrai rezolúció vagy nyilatkozat egyik aláírója, ami miatt a normalizáció idején elbocsátották és 1970–1990 között politikai okokból nem taníthatott, illetve nem publikálhatott. Különböző munkakörökben dolgozott (raktáros, elmegyógyintézeti ápoló Pelsőcön, múzeumi alkalmazott). 1990-ben rehabilitálták, és visszatért Nyitrára a főiskolára tanítani. Ezután már keveset publikált és 1994-ben nyugdíjazták.
Az 1960-as években az elsők között végzett Csehszlovákiában szociológiai felmérést a szlovákiai magyar értelmiségiek, pedagógusok és főiskolai hallgatók körében.
Szülőfalujában nyugszik.

## Művei
- A felvételiző maffia működési mechanizmusa a Nyitrai Tanárképző Főiskolán az elmúlt húsz évben. A Hét 1990/28.